# Hotyka-patak
A Hotyka-patak a Zempléni-hegységben ered, Makkoshotyka északi határában, Borsod-Abaúj-Zemplén vármegyében, mintegy 430 méteres tengerszint feletti magasságban. A patak forrásától kezdve déli irányban halad, majd Sárospataknál éri el a Bodrogot.
Hercegkútnál ömlik bele a Hercegkúti-patak.

## Part menti település
- Makkoshotyka
- Hercegkút
- Sárospatak